# Rockin’ the Blues — Live
Rockin’ the Blues — Live  — концертный альбом Фредди Кинга, выпущенный в 1983 году в Германии. Альбом является лауреатом 5th Annual Blues Awards 1984 года в номинации «Альбом современного блюза» . 

## Об альбоме
Выступление Фредди Кинга, представленное на этом альбоме, записывалось в городском театре Бремерхафена 18 октября 1975 года, кроме песен «Hideaway» и «Blues Band Shuffle», записанных 10 декабря 1974 года в зале Postaula в Бремене. Лишь открывающая и закрывающая песни принадлежат Фредди Кингу; остальные являются кавер-версиями. Эти выступления во время записи транслировались вживую по радио.   
Немецкая компания CrossCut Records стал первым лейблом в мире, выпустившим набор ранее не издававшихся записей живых выступлений Фредди Кинга; альбом был выпущен по специальному соглашению с наследниками Кинга, а CrossCut Records в 2010 году была удостоена премии The Blues Foundation 2010 Keeping the Blues Alive .

## Список композиций
| №  | Название             | Автор(ы)                   | Длительность |
| -- | -------------------- | -------------------------- | ------------ |
| 1. | «Hideaway»           | Фредди Кинг                | 4:29         |
| 2. | «Big Legged Woman»   | Чак Блэкуэлл, Леон Расселл | 6:52         |
| 3. | «Key To The Highway» | Биг Билл Брунзи            | 6:40         |
| 4. | «Mojo Boogie»        | Дж. Б. Ленойр              | 4:43         |

| №  | Название                 | Автор(ы)       | Длительность |
| -- | ------------------------ | -------------- | ------------ |
| 5. | «Wee Baby Blues»         | Биг Джо Тёрнер | 7:26         |
| 6. | «Meet Me In The Morning» | Боб Дилан      | 11:23        |
| 7. | «Blues Band Shuffle»     | Фредди Кинг    | 8:46         |

## Участники записи
- Фредди Кинг — гитара, вокал

- Эдд Лайвели — гитара (A2 — A4, B1, B2)
- Флойд Боннер — гитара (A1, B3)
- Элвин Хэмфилл — клавишные (A2 — A4, B1, B2)
- Мелвин «Дикон» Джонс — клавишные (A1, B3)
- Луис Стивенс — фортепиано
- Бенни Тёрнер — бас-гитара, вокал (A2 — A4, B1, B2)
- Калеп Эмфри мл.  — ударные  (A2 — A4, B1, B2)
- Чарли Робинсон  — ударные  (A1, B3)

Производство
- Петер Шульце — продюсер
- Руби Рубарт — дизайн конверта
- Дитрам Кёстер — звукооператор
- Ханна Хольцхойзер — аннотация на обложке
- Валери Уилмер — фотография